# Liste von hohen Kirchen in Berlin
Die Liste der höchsten Kirchengebäude in Berlin führt Bauten mit einer Höhe von über 75 Metern auf. Die Liste ist möglicherweise unvollständig. Insbesondere Kirchengebäude, die heute nicht mehr existieren oder heute eine Höhe von unter 75 Metern haben, sind zu ergänzen.
| Bauwerk                              | Höhe (m) | Vollendung |                                                     |
| ------------------------------------ | -------- | ---------- | --------------------------------------------------- |
| Alte Kaiser-Wilhelm-Gedächtniskirche | 113 m    | 1895       | heute 71 Meter hohes Ruinendenkmal                  |
| Petrikirche                          | 111 m    | 1847       | zerstört zum Ende des 2. Weltkrieges                |
| Georgenkirche                        | 105 m    | 1898       | 1949 gesprengt                                      |
| Berliner Dom                         | 98 m     | 1905       | ursprüngliche Höhe 116 Meter                        |
| Sankt Pius                           | 96 m     | 1894       | im 2. Weltkrieg zerstört, heute 66 Meter hoher Turm |
| Sankt Matthias                       | 93 m     | 1895       | im 2. Weltkrieg zerstört, heute 50 Meter hoher Turm |
| Marienkirche                         | 91 m     | 1790       |                                                     |
| Kirche am Südstern                   | 88 m     | 1897       |                                                     |
| Lutherkirche                         | 88 m     | 1894       |                                                     |
| Heilandskirche                       | 87 m     | 1894       |                                                     |
| St. Sebastian                        | 87 m     | 1893       |                                                     |
| Apostel-Paulus-Kirche                | 85 m     | 1894       |                                                     |
| Nikolaikirche                        | 84 m     | 1878       |                                                     |
| Reformationskirche                   | 82 m     | 1907       | heute 50 Meter hoch                                 |
| Zwinglikirche                        | 81 m     | 1908       |                                                     |
| Heilig-Kreuz-Kirche                  | 81 m     | 1888       | heute 59,3 Meter hoch                               |
| Melanchthonkirche                    | 80 m     | 1906       | im 2. Weltkrieg zerstört                            |
| Neue Nazarethkirche                  | 79 m     |            |                                                     |
| Johannes-Basilika                    | 78 m     | 1897       |                                                     |
| Heilige-Geist-Kirche                 | 78 m     |            |                                                     |
| Deutscher Dom                        | 78 m     | 1785       |                                                     |
| Stephanuskirche                      | 77 m     |            |                                                     |
| Auferstehungskirche                  | 77 m     | 1895       | heute 42 Meter hoher Turm                           |
| Sankt-Simeon-Kirche                  | 76,5 m   |            |                                                     |
| Sankt Emmaus                         | 76 m     | 1893       |                                                     |
| St. Nikolai                          | 75,5 m   | 1468       |                                                     |
| Segenskirche                         | 75 m     |            |                                                     |
| Versöhnungskirche                    | 75 m     |            | 1985 abgerissen                                     |